# 曾康霖
曾康霖（1935年—），男，汉族，四川泸州人，中国金融学家，曾任西南财经大学教授、博士生导师。